# Jarryd James
Jarryd James est un auteur-compositeur-interprète et producteur originaire de Brisbane (Australie).
Il publie le 30 janvier 2015 son premier single Do You Remember, produit par Joel Little. Le titre atteint le 2e rang des ventes en Australie et connaît rapidement un succès mondial via Internet,.
James débute sa première tournée en tant que tête d'affiche en Australie en avril 2015,.